# Im Yeong-hui
Im Yeong-hui (임영희?; Masan, 29 maggio 1980) è un'ex cestista e allenatrice di pallacanestro sudcoreana.

## Carriera
Con la Corea del Sud ha disputato i Campionati mondiali del 2010 e tre edizioni dei Campionati asiatici (2013, 2015, 2017).